# پوریتشی و لیتومیشله
پوریتشی و لیتومیشله (به چکی: Poříčí u Litomyšle) یک منطقهٔ مسکونی در جمهوری چک است که در ناحیه سویتاوی واقع شده‌است. پوریتشی و لیتومیشله ۶٫۴۹ کیلومتر مربع مساحت و ۴۳۰ نفر جمعیت دارد و ۴۳۵ متر بالاتر از سطح دریا واقع شده‌است.